# Océan FM (Bénin)
Océan FM est une station de radio commerciale émettant à Cotonou au Bénin.

## Histoire
L'idée de création de la radio remonte à l'époque du quotidien le Matinal, premier quotidien privé du Bénin en 1997. Le fondateur Charles Toko envisage de mettre sur pied un groupe de presse qui aura en son sein un quotidien, une radio, une maison d'édition et une télévision. Océan FM voit alors le jour le 1er août 2003. Le 16 novembre 2021, la radio est victime d'un incendie qui se déclare dans la production et se propage vers le studio principal avant d'être maîtrisé par les sapeurs-pompiers,. 

## Fréquence
La fréquence en bande FM est le 88.6.